# 시바타정
시바타정(일본어: 柴田町)은 일본 미야기현 남부 시바타군의 정이다.

## 지리
미야기현 남부에 있는 정이다. 북서부는 산지, 남동부에는 아부쿠마강이 흐른다. 연평균 기온은 12.1℃이고 연평균 강수량은 1279mm이다.

## 역사
- 1889년 4월 1일 - 시정촌제 시행과 함께 후나오카촌, 쓰키노키촌이 성립하였다.
- 1904년 4월 1일 - 쓰키노키촌이 정으로 승격해 쓰키노키정이 되었다.
- 1941년 11월 3일 - 후나오카촌이 정으로 승격해 후나오카정이 되었다.
- 1956년 4월 1일 - 후나오카정과 쓰키노키정이 합병해 시바타정이 되었다.

## 교육
- 센다이 대학

## 인구
| 연도 | 인구   | ±%     |
| ---- | ------ | ------ |
| 1920 | 11,096 | —      |
| 1930 | 12,218 | +10.1% |
| 1940 | 14,386 | +17.7% |
| 1950 | 22,682 | +57.7% |
| 1960 | 23,515 | +3.7%  |
| 1970 | 26,388 | +12.2% |
| 1980 | 32,106 | +21.7% |
| 1990 | 37,315 | +16.2% |
| 2000 | 39,485 | +5.8%  |
| 2010 | 39,341 | −0.4%  |

## 교통

### 철도
- 동일본 여객철도 도호쿠 본선
- 아부쿠마 급행 아부쿠마 급행선

### 도로
- 국도 4호선
- 국도 제349호선(일본어판)

## 자매 도시
- 일본 이와테현 기타카미시
- 일본 홋카이도 다테시
- 브라질 아시스샤토브리앙
- 중화인민공화국 장쑤성 단양시